# AVN Award for MILF Performer of the Year
L'AVN Award for MILF Performer of the Year è un premio pornografico assegnato all'attrice MILF votata come migliore dalla AVN, l'ente che assegna gli AVN Awards, riconosciuti come i migliori premi del settore (paragonabile al Premio Oscar).
Come per gli altri premi, viene assegnato nel corso di una cerimonia che si svolge a Las Vegas, solitamente nel mese di gennaio, dal 2009.

## Vincitrici e candidate

### Anni 2000
| Anno            | 2009 |
| --------------- | --- |
| Vincitrice      | Lisa Ann |
| Altre candidate | Julia Ann Darryl Hanah Nina Hartley Brenda James Francesca Lé Devon Lee Payton Leigh Amber Lynn Kelly Madison Magdalene St. Michaels Rayveness Kendra Secrets Kristal Summers Sienna West |

### Anni 2010
| Anno            | 2010 | 2011 | 2012 | 2013 | 2014 | 2015 | 2016 | 2017 | 2018 | 2019 |
| --------------- | --- | --- | --- | --- | --- | --- | --- | --- | --- | --- |
| Vincitrice      | Julia Ann | Julia Ann | India Summer | Julia Ann | India Summer | India Summer | Kendra Lust | Kendra Lust | Cherie DeVille | Cherie DeVille |
| Altre candidate | Rachel Love Lisa Ann Raquel Devine Hunter Bryce Diamond Foxxx Darryl Hanah Holly Halston Kylie Ireland Francesca Lé Kelly Madison Persia Pele Rayveness Magdalene St. Michaels India Summer | Lisa Ann Deauxma Raquel Devine Diamond Foxxx Dyanna Lauren Francesca Lé Kelly Madison Payton Leigh Janet Mason Raylene Rayveness Vannah Sterling India Summer Tanya Tate | Ava Addams Julia Ann Lisa Ann Anjanette Astoria Veronica Avluv Darla Crane Zoey Holloway Diamond Foxxx Francesca Lé Kelly Madison Elexis Monroe Raylene Tanya Tate Inari Vachs | Ava Addams Lisa Ann Veronica Avluv Deauxma Vanilla DeVille Nina Hartley Francesca Lé Brandi Love Kelly Madison Phoenix Marie Raylene Magdalene St. Michaels India Summer Tanya Tate | Ava Addams Julia Ann Lisa Ann Veronica Avluv Deauxma Cherie DeVille Francesca Lé Kendra Lust Kelly Madison Zoey Holloway Rayveness Magdalene St. Michaels Tanya Tate Jodi West | Ava Addams Julia Ann Lisa Ann Veronica Avluv Cherie DeVille Ariella Ferrera Francesca Lé Brandi Love Kendra Lust Kelly Madison Kiara Mia Allison Moore Nikita Von James Jodi West | Ava Addams Julia Ann Veronica Avluv Bridgette B Mercedes Carrera Ryan Conner Alena Croft Cherie DeVille Nina Elle Francesca Lé Brandi Love Phoenix Marie India Summer Jodi West | Ava Addams Julia Ann Veronica Avluv Briana Banks Mercedes Carrera Ryan Conner Cherie DeVille Nina Elle Alexis Fawx Francesca Lé Brandi Love India Summer Dana Vespoli Jodi West | Julia Ann Bridgette B Briana Banks Mercedes Carrera Nina Elle Alexis Fawx Reagan Foxx Aaliyah Love Brandi Love Kendra Lust Katie Morgan Anna Bell Peaks India Summer Sarah Vandella | Julia Ann Bridgette B Mercedes Carrera Syren De Mer Nina Elle Alexis Fawx Reagan Foxx Brandi Love Kendra Lust Katie Morgan Anna Bell Peaks Richelle Ryan India Summer Sarah Vandella |

### Anni 2020
| Anno            | 2020 | 2021 | 2022 | 2023 | 2024 | 2025 |
| --------------- | --- | --- | --- | --- | --- | --- |
| Vincitrice      | Alexis Fawx | Cherie DeVille | Alexis Fawx | Cherie DeVille | Penny Barber | Cherie DeVille |
| Altre candidate | Britney Amber Bridgette B Dana DeArmond Cherie DeVille Nina Elle Reagan Foxx Brandi Love Kendra Lust Katie Morgan London River Richelle Ryan Silvia Saige India Summer Sarah Vandella | Britney Amber Bridgette B Syren De Mer Alexis Fawx Reagan Foxx Ryan Keely McKenzie Lee Brandi Love Lexi Luna Krissy Lynn Texas Patti London River Sarah Vandella Dee Williams | Casca Akashova Britney Amber Bridgette B Penny Barber Rachael Cavalli Cherie DeVille Reagan Foxx Brandi Love Lexi Luna Kit Mercer London River Sheena Ryder Silvia Saige Dee Williams | Brittany Andrews Bridgette B Penny Barber Rachael Cavalli Cory Chase Alexis Fawx Reagan Foxx Brandi Love Lexi Luna Natasha Nice London River Crystal Rush Jessica Ryan Dee Williams | Armani Black Rachael Cavalli Cory Chase Cherie DeVille Alexis Fawx Reagan Foxx Sophia Locke Brandi Love Lexi Luna Bunny Madison Natasha Nice Lauren Phillips London River Slimthick Vic | Penny Barber Cory Chase Alexis Fawx Charlie Forde Reagan Foxx Francesca Lè Brandi Love Lexi Luna Bunny Madison Natasha Nice Lauren Phillips Shay Sights Sadie Summers Slimthick Vic |